# Lęk (film 2007)
Lęk (tytuł oryg. Shrooms) – duńsko-irlandzko-brytyjski horror z 2007 roku.

## Opis fabuły
Amerykańska studentka, Tara, i czworo jej przyjaciół, wyjeżdżają razem do Irlandii, gdzie planują spotkać znajomego, Jake’a, i spędzić wspólnie czas na kampingu w okolicznych lasach. Podczas zbierania grzybów halucynogennych, Tara zażywa gatunku o wyjątkowo silnym działaniu, po czym wpada w oniryczny trans. Zaczyna mieć wizje przyszłych zdarzeń.
Wieczorem Tara odpoczywa w namiocie. W tym czasie Jake przy ognisku opowiada pozostałym historię o pobliskim sierocińcu i sadystycznym mnichu, który przeżył atak jednego ze swoich podopiecznych, a teraz szuka zemsty za zabicie swojego brata bliźniaka. Kiedy Tara podsłuchuje opowieść, zaczyna przeczuwać śmierć jej przyjaciół, kolejno jednego po drugim, a na końcu jej samej.
Po nocnej sprzeczce ze swoją dziewczyną, jeden z uczestników kampingu, Bluto, wypija całą halucynogenną herbatę przygotowaną dla wszystkich na śniadanie i wyrusza w las. Wyprawę przypłaca śmiercią, wina początkowo wskazuje na mnicha z sierocińca.
Następnego ranka, przejęci zniknięciem Bluto, pozostali piją herbatę z grzybów, co tylko zwiększa dystans pomiędzy nimi, jednocześnie pozostawiając ich pod wpływem działania halucynogenów. Kobiety, po serii kłótni i sprzeczek, rozdzielają się, Holly i Lisa zostają brutalnie zamordowane – według wizji Tary – przez dwóch lokalnych drwali.
Jake i Troy znajdują Tarę na przeciwległym brzegu rzeki, i radzą jej, aby spotkać się w sierocińcu, skąd wezwą pomoc. Po sprawdzeniu budynku, Troy zostaje zabity, najwyraźniej przez mnicha, zaś Jake’owi udaje się uciec, niestety wyskakując wysokiego okna łamie nogę. Tara znajduje go i we dwoje uciekają z nawiedzonego domu. Jake upada, aby odpocząć, po czym też zostaje zamordowany.
Tara budzi się, kiedy helikopter ratunkowy unosi ją nad miejscem kempingu, i jako jedyna ocalała z całej szóstki zostaje przetransportowana do karetki. Kiedy nagle zaczyna dzwonić jej telefon, Tara doświadcza szybkiej retrospekcji i zdaje sobie sprawę, że sama zamordowała wszystkich przyjaciół.

## Obsada
- Lindsey Haun jako Tara
- Jack Huston jako Jake
- Max Kasch jako Troy
- Maya Hazen jako Lisa
- Alice Greczyn jako Holly
- Robert Hoffman jako Bluto
- Don Wycherley jako Ernie
- Sean McGinley jako Bernie
- Toby Sedgwick jako Czarny brat
- André Pollack jako Pies